# Aristóbulo IV

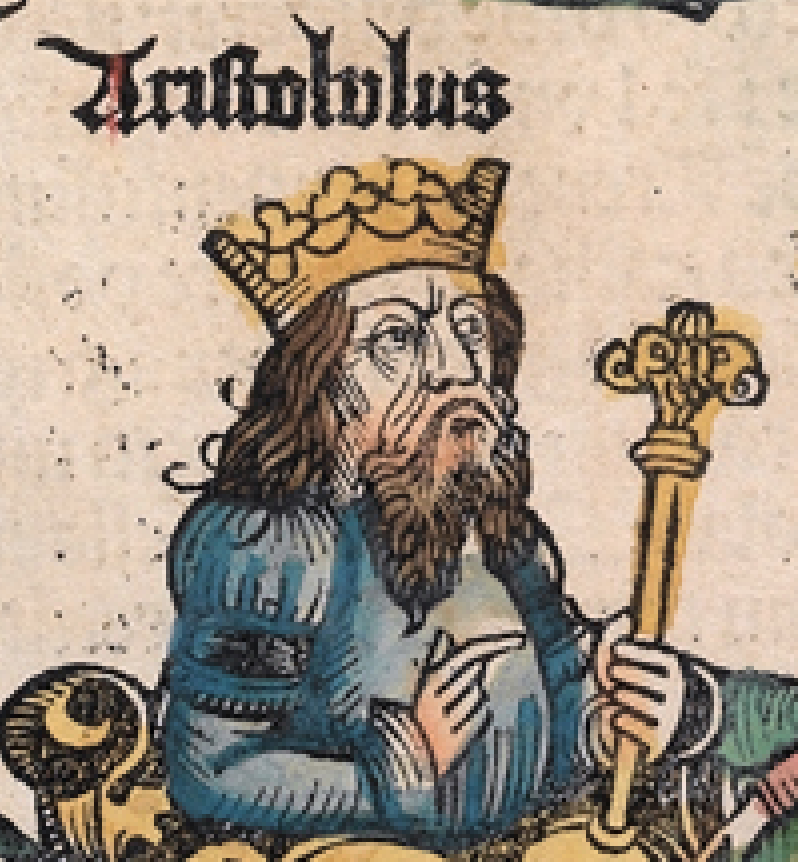
Aristóbulo IV

Aristóbulo IV (31-7 a. C.) fue un príncipe de Judea de la Dinastía herodiana, y estuvo casado con su prima, Berenice, hija de Costobaro y Salomé I. Era hijo de Herodes el Grande y de su segunda esposa, Mariamne I, el último de los asmoneos, por lo que era descendiente de la dinastía asmonea.
Aristóbulo vivió la mayor parte de su vida fuera de Judaica, habiendo sido enviado a los 12 años junto con su hermano Alejandro a educarse en la corte imperial del Roma en el año 20 a. C., en la casa del mismísimo Augusto. Aristóbulo tenía sólo 3 años cuando su tía paterna Salomé se las ingenió para que ejecutaran a su madre por adulterio. Cuando los jóvenes y atractivos hermanos regresaron a Jerusalén en el año 12 a. C., la población los recibió con entusiasmo. Esto, junto con sus modales imperiosos, adquiridos tras haber vivido gran parte de sus vidas en el corazón del poder imperial romano, ofendió a Herodes. También atrajeron los celos de su hermanastro mayor, Antípatro II, que hábilmente incitó la ira del anciano rey con rumores sobre la deslealtad de sus hijos favorecidos. Tras muchos intentos fallidos de reconciliación entre el rey y sus herederos designados, el enfermo Herodes hizo estrangular a Aristóbulo y Alejandro, acusados de traición, en el año 7 a. C., y elevó a Antípatro al rango de corregente y heredero.
Herodes, sin embargo, conservó el afecto por los hijos de Aristóbulo, tres de los cuales, Agripa I, Herodes y Herodías, vivieron para desempeñar papeles importantes en la siguiente generación de gobernantes judíos.  Una cuarta, la hija mayor de Aristóbulo, Mariamna, era la esposa de Antípatro II en el momento de su ejecución y, posteriormente, pudo haber sido la esposa del etnarca Herodes Arquelao.

## Árbol genealógico
|                      |                      |                      |                      |                      |                      |  |  |                                      |                                      |                                      |                                      | Alejandro Dinastía Asmonea           | Alejandro Dinastía Asmonea           | Alejandro Dinastía Asmonea | Alejandro Dinastía Asmonea | Alejandro Dinastía Asmonea | Alejandro Dinastía Asmonea |                     |                     | Alejandra           | Alejandra           | Alejandra  | Alejandra  | Alejandra        | Alejandra        |                  |                  |                  |                  |  |  |                  |                  |                  |                  |                  |                  |  |  |  |  |  |  |  |  |  |  |  |  |  |  |  |  |  |  |  |  |  |  |  |  |  |  |  |  |  |  |
|                      |                      |                      |                      |                      |                      |  |  |                                      |                                      |                                      |                                      | Alejandro Dinastía Asmonea           | Alejandro Dinastía Asmonea           | Alejandro Dinastía Asmonea | Alejandro Dinastía Asmonea | Alejandro Dinastía Asmonea | Alejandro Dinastía Asmonea |                     |                     | Alejandra           | Alejandra           | Alejandra  | Alejandra  | Alejandra        | Alejandra        |                  |                  |                  |                  |  |  |                  |                  |                  |                  |                  |                  |  |  |  |  |  |  |  |  |  |  |  |  |  |  |  |  |  |  |  |  |  |  |  |  |  |  |  |  |  |  |
|                      |                      |                      |                      |                      |                      |  |  |                                      |                                      |                                      |                                      |                                      |                                      |                            |                            |                            |                            |                     |                     |                     |                     |            |            |                  |                  |                  |                  |                  |                  |  |  |                  |                  |                  |                  |                  |                  |  |  |  |  |  |  |  |  |  |  |  |  |  |  |  |  |  |  |  |  |  |  |  |  |  |  |  |  |  |  |
|                      |                      |                      |                      |                      |                      |  |  | Herodes el Grande Dinastía herodiana | Herodes el Grande Dinastía herodiana | Herodes el Grande Dinastía herodiana | Herodes el Grande Dinastía herodiana | Herodes el Grande Dinastía herodiana | Herodes el Grande Dinastía herodiana |                            |                            | Mariamna I d. 29 BC        | Mariamna I d. 29 BC        | Mariamna I d. 29 BC | Mariamna I d. 29 BC | Mariamna I d. 29 BC | Mariamna I d. 29 BC |            |            |                  |                  |                  |                  |                  |                  |  |  |                  |                  |                  |                  |                  |                  |  |  |  |  |  |  |  |  |  |  |  |  |  |  |  |  |  |  |  |  |  |  |  |  |  |  |  |  |  |  |
|                      |                      |                      |                      |                      |                      |  |  | Herodes el Grande Dinastía herodiana | Herodes el Grande Dinastía herodiana | Herodes el Grande Dinastía herodiana | Herodes el Grande Dinastía herodiana | Herodes el Grande Dinastía herodiana | Herodes el Grande Dinastía herodiana |                            |                            | Mariamna I d. 29 BC        | Mariamna I d. 29 BC        | Mariamna I d. 29 BC | Mariamna I d. 29 BC | Mariamna I d. 29 BC | Mariamna I d. 29 BC |            |            |                  |                  |                  |                  |                  |                  |  |  |                  |                  |                  |                  |                  |                  |  |  |  |  |  |  |  |  |  |  |  |  |  |  |  |  |  |  |  |  |  |  |  |  |  |  |  |  |  |  |
|                      |                      |                      |                      |                      |                      |  |  |                                      |                                      |                                      |                                      |                                      |                                      |                            |                            |                            |                            |                     |                     |                     |                     |            |            |                  |                  |                  |                  |                  |                  |  |  |                  |                  |                  |                  |                  |                  |  |  |  |  |  |  |  |  |  |  |  |  |  |  |  |  |  |  |  |  |  |  |  |  |  |  |  |  |  |  |
|                      |                      |                      |                      |                      |                      |  |  |                                      |                                      |                                      |                                      | Aristobulo IV d. 7 BC                | Aristobulo IV d. 7 BC                | Aristobulo IV d. 7 BC      | Aristobulo IV d. 7 BC      | Aristobulo IV d. 7 BC      | Aristobulo IV d. 7 BC      |                     |                     | Berenice I          | Berenice I          | Berenice I | Berenice I | Berenice I       | Berenice I       |                  |                  |                  |                  |  |  |                  |                  |                  |                  |                  |                  |  |  |  |  |  |  |  |  |  |  |  |  |  |  |  |  |  |  |  |  |  |  |  |  |  |  |  |  |  |  |
|                      |                      |                      |                      |                      |                      |  |  |                                      |                                      |                                      |                                      | Aristobulo IV d. 7 BC                | Aristobulo IV d. 7 BC                | Aristobulo IV d. 7 BC      | Aristobulo IV d. 7 BC      | Aristobulo IV d. 7 BC      | Aristobulo IV d. 7 BC      |                     |                     | Berenice I          | Berenice I          | Berenice I | Berenice I | Berenice I       | Berenice I       |                  |                  |                  |                  |  |  |                  |                  |                  |                  |                  |                  |  |  |  |  |  |  |  |  |  |  |  |  |  |  |  |  |  |  |  |  |  |  |  |  |  |  |  |  |  |  |
|                      |                      |                      |                      |                      |                      |  |  |                                      |                                      |                                      |                                      |                                      |                                      |                            |                            |                            |                            |                     |                     |                     |                     |            |            |                  |                  |                  |                  |                  |                  |  |  |                  |                  |                  |                  |                  |                  |  |  |  |  |  |  |  |  |  |  |  |  |  |  |  |  |  |  |  |  |  |  |  |  |  |  |  |  |  |  |
|                      |                      |                      |                      |                      |                      |  |  |                                      |                                      |                                      |                                      |                                      |                                      |                            |                            |                            |                            |                     |                     |                     |                     |            |            |                  |                  |                  |                  |                  |                  |  |  |                  |                  |                  |                  |                  |                  |  |  |  |  |  |  |  |  |  |  |  |  |  |  |  |  |  |  |  |  |  |  |  |  |  |  |  |  |  |  |
| Herodes V de Calcis  | Herodes V de Calcis  | Herodes V de Calcis  | Herodes V de Calcis  | Herodes V de Calcis  | Herodes V de Calcis  |  |  | Mariamna III                         | Mariamna III                         | Mariamna III                         | Mariamna III                         | Mariamna III                         | Mariamna III                         |                            |                            | Herodias                   | Herodias                   | Herodias            | Herodias            | Herodias            | Herodias            |            |            | Herodes Agripa I | Herodes Agripa I | Herodes Agripa I | Herodes Agripa I | Herodes Agripa I | Herodes Agripa I |  |  | Aristóbulo Menor | Aristóbulo Menor | Aristóbulo Menor | Aristóbulo Menor | Aristóbulo Menor | Aristóbulo Menor |  |  |  |  |  |  |  |  |  |  |  |  |  |  |  |  |  |  |  |  |  |  |  |  |  |  |  |  |  |  |
| Herodes V de Calcis  | Herodes V de Calcis  | Herodes V de Calcis  | Herodes V de Calcis  | Herodes V de Calcis  | Herodes V de Calcis  |  |  | Mariamna III                         | Mariamna III                         | Mariamna III                         | Mariamna III                         | Mariamna III                         | Mariamna III                         |                            |                            | Herodias                   | Herodias                   | Herodias            | Herodias            | Herodias            | Herodias            |            |            | Herodes Agripa I | Herodes Agripa I | Herodes Agripa I | Herodes Agripa I | Herodes Agripa I | Herodes Agripa I |  |  | Aristóbulo Menor | Aristóbulo Menor | Aristóbulo Menor | Aristóbulo Menor | Aristóbulo Menor | Aristóbulo Menor |  |  |  |  |  |  |  |  |  |  |  |  |  |  |  |  |  |  |  |  |  |  |  |  |  |  |  |  |  |  |
|                      |                      |                      |                      |                      |                      |  |  |                                      |                                      |                                      |                                      |                                      |                                      |                            |                            |                            |                            |                     |                     |                     |                     |            |            |                  |                  |                  |                  |                  |                  |  |  |                  |                  |                  |                  |                  |                  |  |  |  |  |  |  |  |  |  |  |  |  |  |  |  |  |  |  |  |  |  |  |  |  |  |  |  |  |  |  |
| Aristóbulo de Calcis | Aristóbulo de Calcis | Aristóbulo de Calcis | Aristóbulo de Calcis | Aristóbulo de Calcis | Aristóbulo de Calcis |  |  | Herodes Agripa II                    | Herodes Agripa II                    | Herodes Agripa II                    | Herodes Agripa II                    | Herodes Agripa II                    | Herodes Agripa II                    |                            |                            | Berenice II                | Berenice II                | Berenice II         | Berenice II         | Berenice II         | Berenice II         |            |            | Mariamna VI      | Mariamna VI      | Mariamna VI      | Mariamna VI      | Mariamna VI      | Mariamna VI      |  |  | Drusilla         | Drusilla         | Drusilla         | Drusilla         | Drusilla         | Drusilla         |  |  |  |  |  |  |  |  |  |  |  |  |  |  |  |  |  |  |  |  |  |  |  |  |  |  |  |  |  |  |